# 6a Divisió Aerotransportada (Regne Unit)
La 6a Divisió Aerotransportada va ser una divisió aerotransportada de l'exèrcit britànic durant la Segona Guerra Mundial. Va participar en l'operació Tonga, el salt paracaigudista al flanc esquerre de les platges del Desembarcament de Normandia. Va tenir una petita participació en la batalla de les Ardenes i participà en l'operació Varsity, l'assalt aliat a través del Rin. A finals de la guerra a Europa es planejà enviar la divisió a l'Extrem Orient per a operacions contra Japó, però aquests plans es cancel·laren després dels llançaments dels bombardeigs atòmics d'Hiroshima i Nagasaki. En canvi, va ser enviada a Palestina per a portar a terme tasques de seguretat interna, on restà fins a la seva dissolució a l'abril de 1948.

## Història

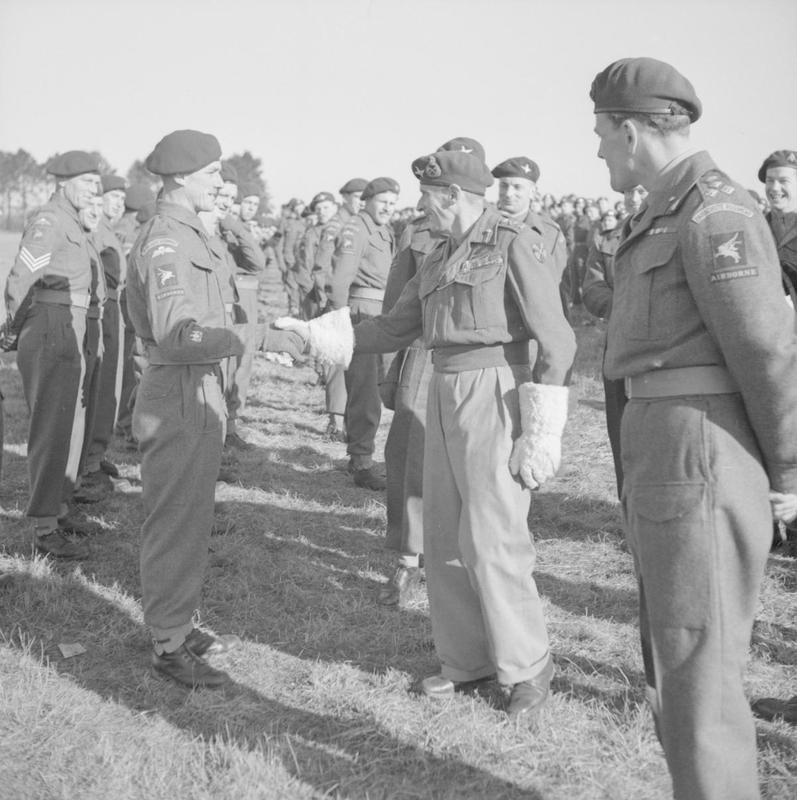
El Mariscal Montgomery amb el 8è Batalló Paracaigudista a Bulford, 8 de març de 1944.

El 23 d'abril de 1943,l'Oficina de Guerra britànica ordenà la creació d'una segona divisió aerotransportada per complementar l'original 1a Divisió Aerotransportada. La nova divisió consistia en personal clau reassignat des de la 1a Aerotransportada. Això incloïa diversos oficials que havien combatut al nord d'Àfrica amb la 1a Brigada Paracaigudista. Per exemple Richard Gale l'havia comandat; James Hill comandà el 1r Batalló Paracaigudista; Alastair Pearson havia estat el seu segon al comandament, i Geoffrey Pine-Coffin havia estat el segon al comandament del 2n Batalló.
El nucli de la nova 6a Aerotransportada estava format per la 3a Brigada Paracaigudista i la 1a Brigada de Desembarcament Aeri. Ambdues van ser reassignades des de la 1a Aerotransportada. El tinent coronel James Hill assumí el comandament de la 3a Brigada, mentre es recupera de ferides sofertes al nord d'Àfrica. Amb 31 anys, Hill era un dels brigadiers més joves de l'exèrcit britànic. La 3a Brigada estava formada pels Batallons Paracaigudistes 7è, 8è i 9è. Cada batalló havia estat reclutat regionalment: el 7è estava format a partir de la infanteria lleugera de Somerset; diversos paracaigudistes el 8è provenien dels Midlands, i el 9è va ser format a partir del Regiment Essex. Els tinents coronels Pine-Coffin, Pearson i Otway eren respectivament els seus comandants.
La 1a Brigada de Desembarcament Aeri va passar a anomenar-se 6a Brigada de Desembarcament Aeri. Incloïa dos batallons d'infanteria lleugera transportats en planadors: el 1r Batalló dels Fusellers Reials de l'Úlster (tinent coronel Jack Carson) i el 2n Batalló d'Infanteria Lleugera Oxfordshire i Buckinghamshire (tinent coronel Michael Roberts). El 12è batalló Regiment Devonshire (tinent coronel Dick Stephens), que feia poc que havia estat format a partir d'unitats de defensa costanera, va ser afegit a la 6a Brigada.
La 5a Brigada Paracaigudista, comandada per brigadier Nigel Poett, va ser afegida al juny de 1943. Incloïa els batallons paracaigudistes 12è i 13è. El 12è batalló (tinent coronel Reginald Parker) estava format d'una unitat de Yorkshire, el 10è batalló, el Green Howards. El 13è estava format a partir dels batallons 2n i 4t del Regiment South Lancashire (tinent coronel Peter Luard). El 1r Batalló Paracaigudista Canadenc (tinent coronel George Bradbrooke) arribà al juliol de 1943. Altres unitats afegides a la divisió incloïen exploradors, enginyers, antitanc, reconeixement, mèdics i unitats de senyals.
L'agost de 1943 es reorganitzà la divisió. Els canadencs van ser adscrits a la 3a Brigada Paracaigudista i el 7è Batalló va ser assignat a la 5a Brigada Paracaigudista. El setembre del 1943, la 6a Divisió Aerotransportada va arribar al total d'homes previstos, amb 8.500 membres. Cada batalló paracaigudista consistia en uns 650 homes. Els batallons de Desembarcament Aeri eren majors, amb 750 homes cadascun. Al febrer de 1944, Parker va ser nomenat segon al comandament de la 6a Brigada de Desembarcament Aeri, i el tinent coronel A.P. "Johnny" Johnson assumí el comandament del 12è Batalló Paracaigudista.

### El Dia-D

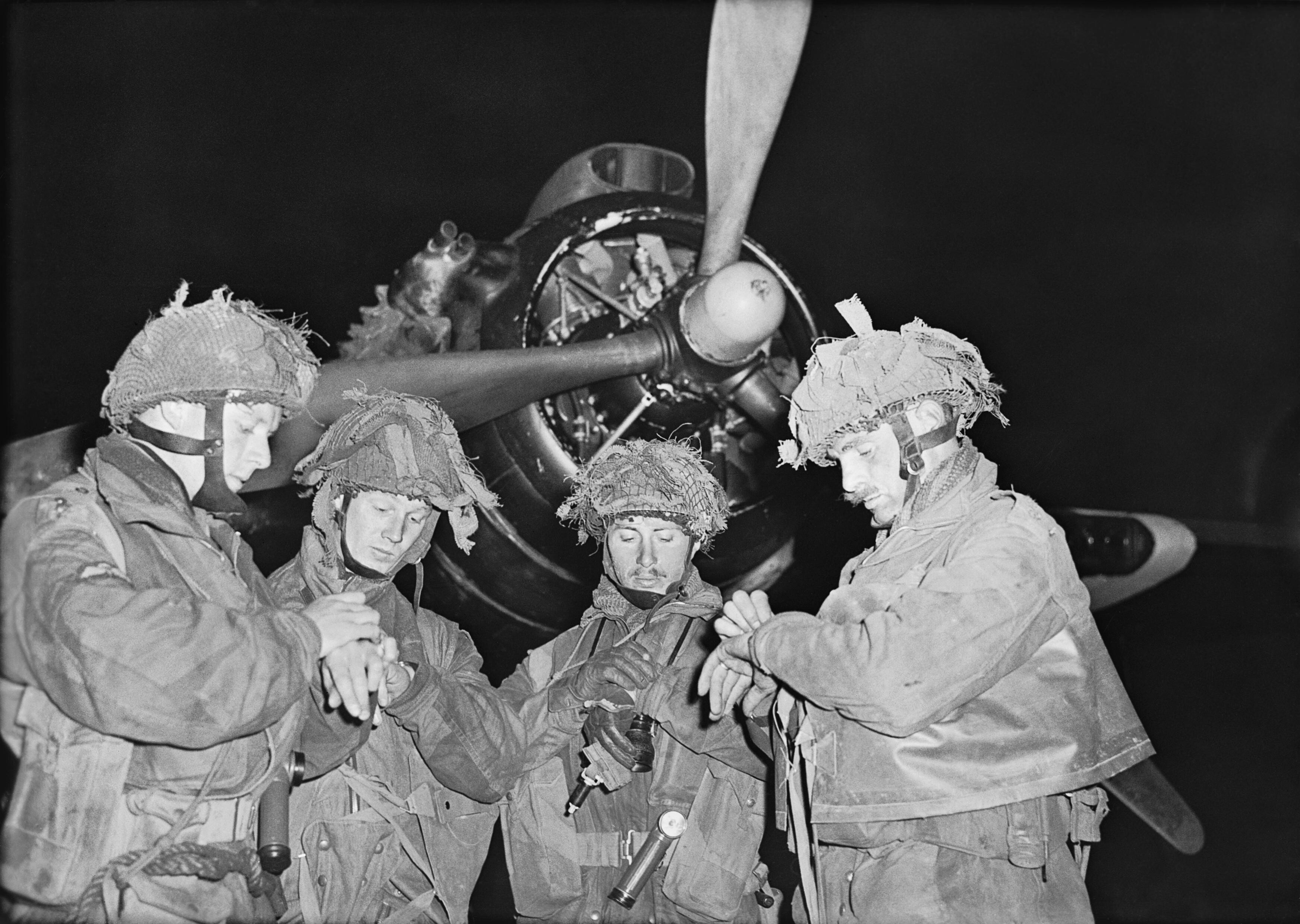
Exploradors britànics sincronitzant els seus rellotges davant d'un Armstrong Whitworth Albemarle.

Durant les darreres hores del 5 de juny de 1944 com a part de l'operació Tonga, transports i planadors transportaren unitats de la 6a Aerotransportada a Normandia, on aterrarien abans que s'iniciés el Desembarcament de Normandia el matí del 6 de juny. Van aterrar davant la platja Sword I havien d'assegurar el flanc oriental. Diverses dels objectius incloïen l'assalt de dos ponts sobre el Canal de Caen (posteriorment anomenat "Pegasus Bridge") i el pont sobre el riu Orne (posteriorment anomenat "Horsa Bridge") per la Companyia D del 2n Ox & Bucks (comandats pel Major John Howard); la destrucció de la bateria de Merville pel 9è PARA del tinent coronel Terence Otway, sent en ambdós casos algunes de les primeres unitats a aterrar i aconseguir els seus objectius. Els aterratges van tenir èxit, tot i que diverses unitats van quedar escampades per Normandia. Les zones dels voltants de Pegasus i Horsa van ser defensades amb èxit fins que van ser rellevats amb èxit, havent rebutjat nombrosos contraatacs alemanys, primer per la 1a Brigada de Serveis Especials de Lord Lovat, seguit per elements de la 3a Divisió d'Infanteria.
El 12 de juny, durant l'atac a Bréville, l'artilleria britànica estava bombardejant quan un projectil va caure curt i impactà sobre un grup d'oficials britànics, matant al tinent coronel A.P. "Johnny" Johnson (CO 12 PARA) i ferint greument els brigadiers Kindersley (CO 6 Airlanding Brigade) i Lord Lovat (CO 1a Brigada del Servei Especial).
Entre juny i agost la divisió defensà amb èxit la zona a l'est del riu Orne, juntament amb les Brigades del Servei Especial 1a i 4a. El 2 d'agost la divisió passà a formar part del 1r Exèrcit Aerotransportat Aliat. A mitjans d'agost la divisió participà en l'avanç cap al Sena i a inicis de setembre tornà al Regne Unit per recuperar-se i reorganitzar-se, havent patit unes 4.000 baixes (morts, ferits i desapareguts).

### Ofensiva de les Ardenes
El 16 de desembre, els alemanys llançaren l'operació Wacht am Rhein, una ofensiva contra els Aliats a través del bosc de les Ardenes. La divisió va ser enviada de seguit a Bèlgica per col·laborar a rebutjar l'atac. Els combats van tenir lloc enmig d'unes temibles condicions climàtiques i acabaren a mitjans de gener de 1945.

### La travessa del Rin

#### Preparatius
Pel març de 1945, els Aliats havien avançat cap a l'interior d'Alemanys i havien arribat al Rin. Aquest era un formidable obstacle natural per l'avanç Aliat, però si aconseguien travessar-lo, podrien accedir cap a la plana del nord d'Alemanya i avançar cap a Berlín. Després d'abandonar l'aproximació en front ample, el General Eisenhower, Comandant Suprem Aliat, estava decidit a intentar travessar el Rin en diverses zones. El Mariscal Montgomery, comandant del 21è Grup d'Exèrcits, preparà un pla perquè les tropes sota el seu comandament travessessin el Rin. Per assegurar-se que l'operació fos un èxit, Montgomery insistí que forces paracaigudistes havien de donar suport l'operació. L'operació aerotransportada va rebre el nom clau d'operació Varsity.
L'objectiu de la divisió era conquerir els turons a l'est de Bergen, per atacar i conquerir la ciutat de Hamminkeln, i finalment prendre el control de diversos ponts sobre el riu Issel. Llavors mantindrien el territori conquerit fins que enllacessin amb les unitats de la 17a Divisió Aerotransportada, que saltaria més al sud. Un cop s'haguessin acomplert aquests objectius, les tropes aerotransportades consolidarien les seves posicions i esperarien a l'arribada de les forces terrestres aliades, defensant el territori capturat contra les forces alemanyes que se sabia que havia a la zona. La divisió llavors avançaria juntament amb el 21è Grup d'Exèrcits un cop les forces terrestres contactessin amb ells.
Per evitar les grans pèrdues que havia patit la 1a Divisió Aerotransportada durant l'operació Horta, les divisions aerotransportades Aliades només saltarien després que les unitats terrestres haguessin travessat el Rin i haguessin assegurat les travessies; les dues divisions a més serien llançades a relativament poca distància darrera les línies alemanyes, per assegurar que els reforços podrien enllaçar amb elles només unes poques hores després i així no quedar aïllades.

#### La batalla, 24 de març de 1945
La primera unitat de la divisió que saltà va ser la 3a Brigada Paracaigudista, del Brigadier James Hill. La brigada saltà 9 minuts abans del que estava previst, però malgrat això va saltar amb èxit sobre la Zona de Salt A, on va ser rebuda sota un gran foc d'armes petites i antiaeris de 20 mm. En els enfrontaments que seguiren contra els alemanys van haver diverses baixes al Diersfordter Wald, però a les 11:00 la zona d'aterratge estava pràcticament neta de forces enemigues i tots els batallons de la brigada estaven reunits. La ciutat clau de Schnappenberg va ser capturada pel 9è Batalló Paracaigudista juntament amb el 1r Batalló Paracaigudista Canadenc, tot i que aquesta unitat havia perdut el seu comandant pel foc enemic moments després d'aterrar. Malgrat les baixes la brigada netejà la zona de forces alemanyes i a les 13:45 el brigadier Hill informà que la brigada havia assegurat tots els seus objectius.
La següent unitat en arribar va ser la 5a Brigada Paracaigudista, comandada pel brigadier Nigel Poett. La brigada havia d'aterrar a la Zona de Salt B, però no va aconseguir-ho tan acuradament com la 3a Brigada a causa de la poca visibilitat a la zona de salt, la qual cosa va dificultar la reunió. La zona de salt estava sota un foc intens de les tropes alemanyes situades a la rodalia, que empraren artilleria i foc de morter, causant bastantes baixes a les zones de reunió. Malgrat això, el 7è Batalló Paracaigudista netejà ben aviat la zona de llançament de tropes alemanyes, moltes de les quals estaven localitzades en granges i cases. Els Batallons Paracaigudistes 12è i 13è asseguraren ràpidament la resta d'objectius de la brigada. A partir d'aquell moment van poder-se moure cap a l'est i netejar la zona prop de Schnappenberg, així com fer front a les tropes alemanyes que havia a l'oest d'una granja, que s'havia convertit en el quarter general de la divisió. A les 15:30 el brigadier Poett informà que la brigada havia assegurat tots els seus objectius i enllaçava amb les altres unitats de la divisió.
La 6a Brigada de Desembarcament Aeri, comandada pel brigadier R. H. Bellamy, estava encarregada de desembarcar en companyies i capturar diversos objectius, incloent la ciutat de Hamminkeln. Els planadors van aterrar a les zones O, P, U i R sota un considerable foc antiaeri, i l'aterratge es va veure dificultat per la gran quantitat de fum i avets. Això provocà que diversos pilots no identifiquessin les seves zones d'aterratge i perdessin les seves càrregues, resultant en diversos planadors aterrant en zones equivocades o que s'estavellessin. La majoria dels planadors, però, van sobreviure, permetent que els batallons de la brigada asseguressin 3 ponts sobre l'IJssel que havien de capturar intactes, així com la ciutat de Hamminkeln, juntament amb el 513è Regiment d'Infanteria Paracaigudista americà, que per error havia saltat prop de la ciutat. La brigada assegurà tots els seus objectius poc després de capturar Hamminkeln.

### Darreres operacions
Després de la guerra, la divisió va ser traslladada a Palestina, iniciant el trasllat el 15 de setembre de 1945 i completant-lo el 6 de novembre. L'objectiu inicial del trasllat era emprar les instal·lacions d'entrenament aeri del sud de Palestina, però la situació de seguretat cada cop anava deteriorant-se més i la divisió va haver de participar en tasques de seguretat contra les organitzacions sionistes com Irgun, Haganà o Lehi, que volien expulsar els britànics. La 6a divisió continuà realitzant operacions contra aquests grups en circumstàncies molt complicades fins que va ser dissolta l'1 d'abril de 1948, just abans del final del Mandat britànic i la independència de l'Estat d'Israel.

## Comandants

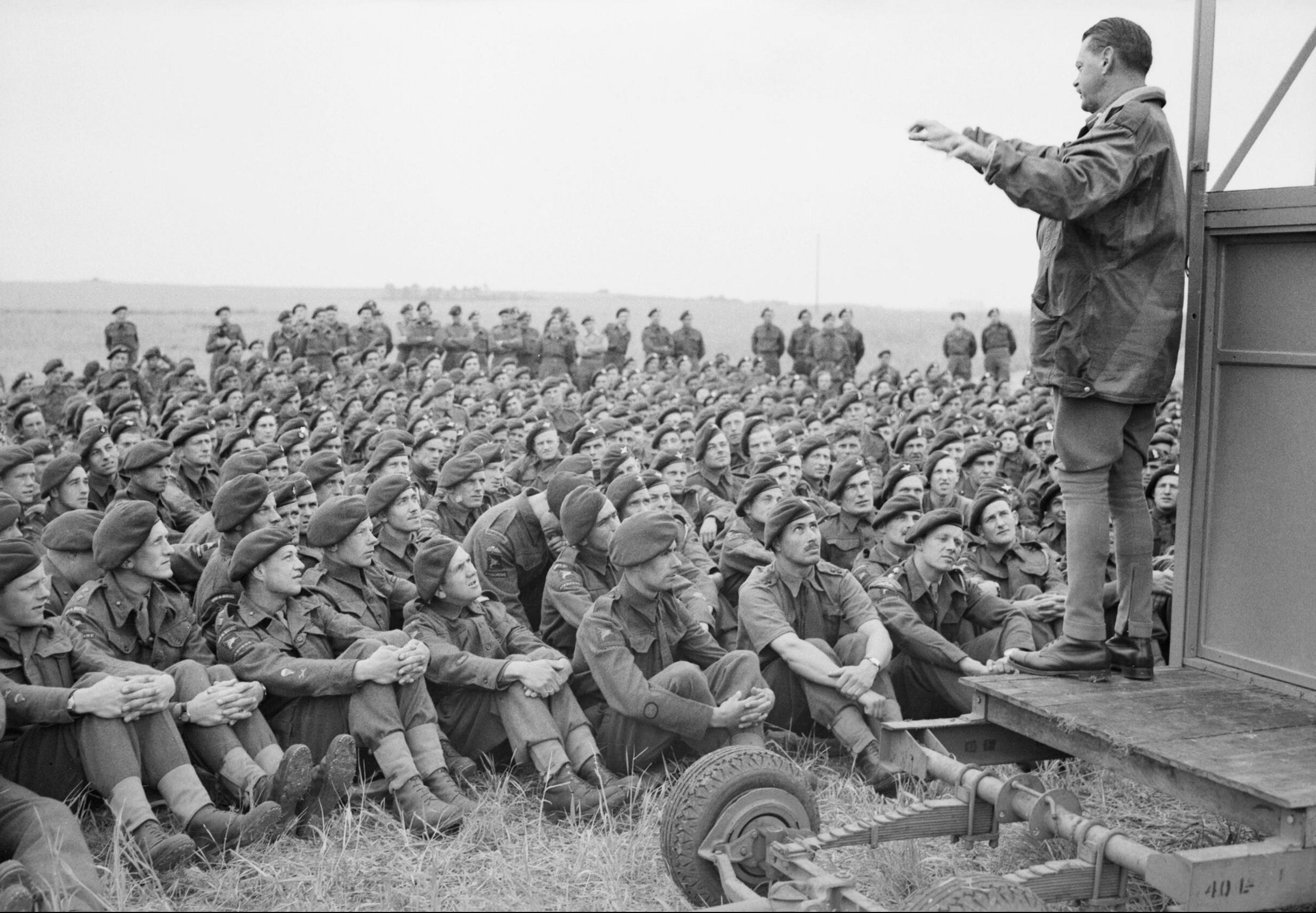
El Major General Richard Gale, comandant de la 6a Aerotransportada, es dirigeix als seus homes, 4-5 de juny de 1944.

- Major-General Richard Gale (7 de maig de 1943)
- Major General Eric Bols (8 de desembre de 1944)
- Major-General James Cassels (1946)
- Major-General Hugh Stockwell (agost de 1947)

## Orde de batalla
L'orde de batalla de la divisió per a la Invasió de Normandia era:
- 6a Divisió Aerotransportada (Major-General Gale)
  - Tropes de la Divisió
    - 53è Regiment Lleuger de Desembarcament Aeri (Worcestershire Yeomanry), RA (Tinent Coronel Tony Teacher)
    - 2a Unitat (Aerotransportada) d'Observació Avançada, RA (Major Harry Rice)
    - 2a Bateria Lleugera Antiaèria de Desembarcament Aeri, RA (Major W. A. H. Rowatt)
    - Unitat Postal de la Divisió, RE (Capità JCG Hine RE)
    - 22a Companyia Independent Paracaigudista (Major Francis Lennox-Boyd)
    - 6è Regiment Aerotransportat Cuirassat de Reconeixement (Tinent Coronel Godfrey Stewart)
    - 6a Divisió Aerotransportada Senyals (Tinent Coronel D. Smallman-Tew)
    - 63a Companyia Composta, RASC (Major A. C. Billie-Top)
    - 398a Companyia Composta, RASC (Major M. E. Phipps)
    - 716a Companyia Composta, RASC (Major E. C. Jones)
    - 6è Parc d'Ordenació de Camp de la Divisió (Aerotransportada), RASC (Major W. L. Taylor)
    - 6è Taller de la Divisió (Aerotransportada), REME (Major E. B.Bonniwell)
    - 10è Destacament de Desembarcament Aeri d'Ajut Lleuger, REME
    - 12è Destacament de Desembarcament Aeri d'Ajut Lleuger, REME
    - 6è Companyia (Aerotransportada) de Prebost de la Divisió, RMP (Capità Irwin)
    - 317a Secció de Seguretat de Camp, Cos d'Intel·ligència (Capità F G MacMillan / Capità Donaldson-Loudon)

  - 3a Brigada Paracaigudista (Brigadier James Hill)
    - 8è Batalló Paracaigudista (Midlands) (Lieutenant-Colonel Alastair Pearson)
    - 9è Batalló Paracaigudista (Comtats Orientals) (Tinent Coronel Terence Otway)
    - 1r Batalló Paracaigudista (Canadà) (Tinent Coronel George Bradbrooke)
    - 3a Bateria Antitanc de Desembarcament Aeri, RA (Major Nick Crammer)
    - 3r Esquadró Paracaigudista, RE (Major Tim Roseveare)
    - 224è Ambulàncies de Camp Paracaigudistes, RAMC (Tinent CoronelD. H. Thompson)

  - 5a Brigada Paracaigudista (Brigadier Nigel Poett)
    - 7è Batalló Paracaigudista (Infanteria Lleugera) (Tinent Coronel Richard Geoffrey Pine-Coffin)
    - 12è Batalló Paracaigudista (Yorkshire) (Tinent Coronel Johnny Johnson)
    - 13è Batalló Paracaigudista (Lancashire) (Tinent Coronel Peter Luard)
    - 4a Bateria Antitanc de Desembarcament Aeri, RA (Major Peter Dixon)
    - 591r Esquadró Paracaigudista, RE (Major Andy Wood, capturat el 6 de juny; substituït pel Major Gordon F Davidson)
    - 225è Ambulàncies de Camp Paracaigudistes, RAMC (Tinent Coronel Bruce Harvey)

  - 6a Brigada de Desembarcament Aeri (Brigadier Edwin Flavell)
    - 12è Batalló, Regiment Devonshire (Tinent Coronel Dick Stevens)
    - 2n Batalló, Infanteria Lleugera Oxfordshire i Buckinghamshire (Tinent Coronel Michael Roberts)
    - 1r Batalló, Fusellers Reials de l'Úlster (Tinent Coronel Jack Carson)
    - 249a Companyia de Camp (Aerotransportada), RE (Major Sandy Rutherford)
    - 195è Desembarcament Aeri d'Ambulàncies de Camp, RAMC (Tinent Coronel Bill Anderson)

  - Unitats Afegides
    - Regiment de Pilots de Planador
      - 1a Ala (Tinent Coronel Iain Murray)
      - 2a Ala (Tinent Coronel John Place)

    - Quarter General, 245a Companyia de Prebost, RMP